# Bailleul-sur-Thérain
Pour les articles homonymes, voir Bailleul et Thérain (homonymie).
Bailleul-sur-Thérain est une commune française située dans le département de l'Oise, en région Hauts-de-France.

## Géographie

### Description

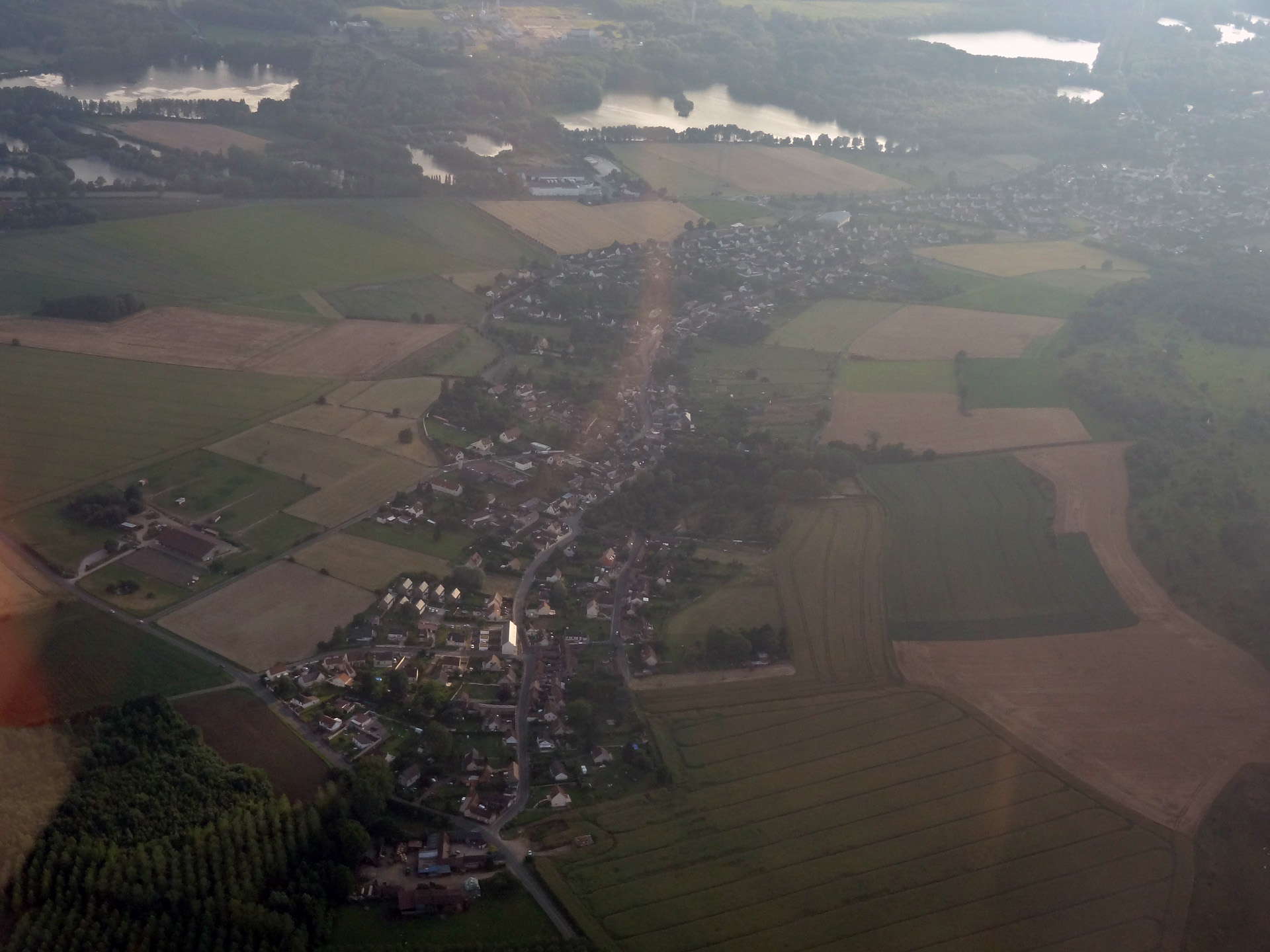
Vue aérienne de la commune et de ses étangs.

Bailleuil-sur-Thérain est un bourg picard du Beauvaisis dans l'Oise, situé à 12 km au sud-est de Beauvais, 14 km à l'ouest de Clermont et 35 km au nord-est de Gisors. Traversé par la RD 12 (Beauvais-Creil) il est aisément accessible par la route nationale 31.
La commune s'étend dans la vallée du Thérain jusqu'à la rivière de ce nom qui lui sert de limite au Sud; l'ancienne rivière de Trye la sépare à l'Est de la forêt de Hez et de l'ancienne abbaye de Froidmont (dépendant de la commune de Hermes): la butte du Mont César est située en entier sûr son territoire.

### Communes limitrophes
| Rochy-Condé           |                        | Bresles |
| Warluis               | Bailleul-sur-Thérain   |         |
| Montreuil-sur-Thérain | Villers-Saint-Sépulcre | Hermes  |

### Hydrographie

#### Réseau hydrographique
La commune est située dans le bassin Seine-Normandie. Elle est drainée par le Thérain, la Trye, le cours d'eau 04 de la commune de Bresles et le fossé 03 de la commune de Bresles,,.
Le Thérain, d'une longueur de 94 km, prend sa source dans la commune de Gaillefontaine et se jette  dans l'Oise à Saint-Leu-d'Esserent, après avoir traversé 43 communes. Les caractéristiques hydrologiques du Thérain sont données par la station hydrologique située sur la commune de Beauvais. Le débit moyen mensuel est de 5,45 m3/s. Le débit moyen journalier maximum est de 37 m3/s, atteint lors de la crue du 22 mars 2001. Le débit instantané maximal est quant à lui de 39,8 m3/s, atteint le 25 mars 2001.
D'importantes zones humides et étangs se trouvent de part et d'autre du cours d'eau.

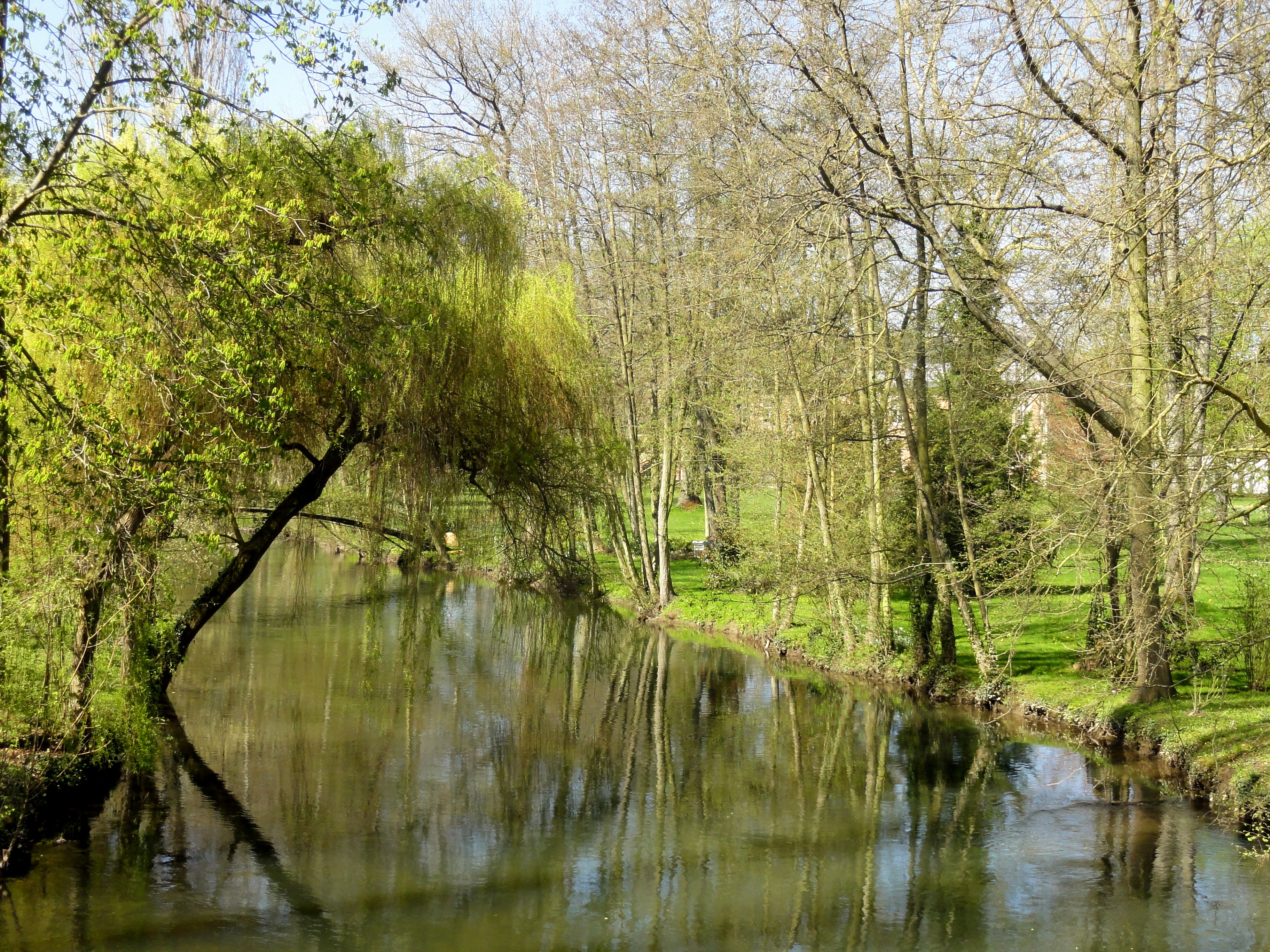
Le Thérain à Bailleul.
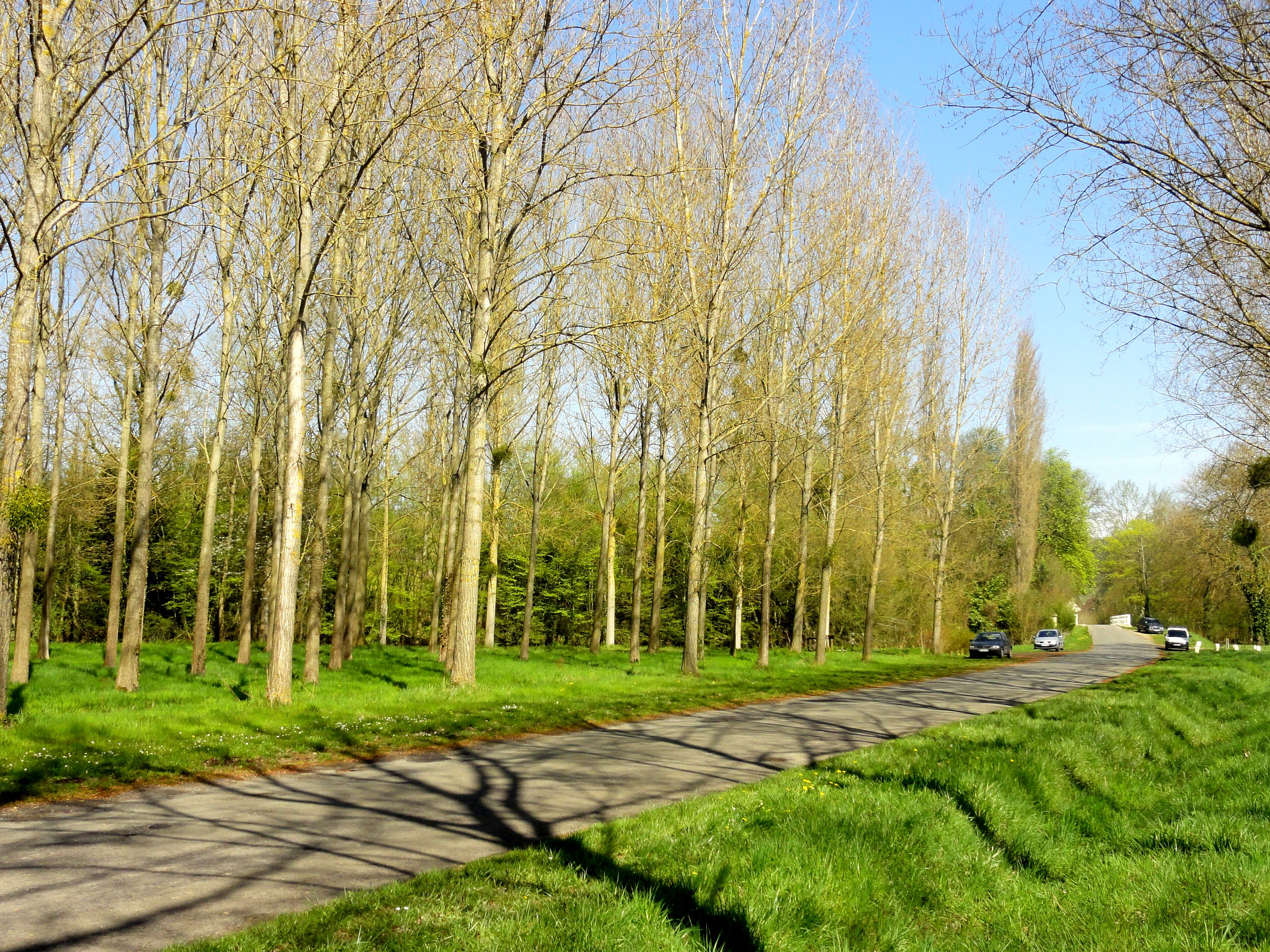
Peupleraie entre Montreuil et Bailleul.

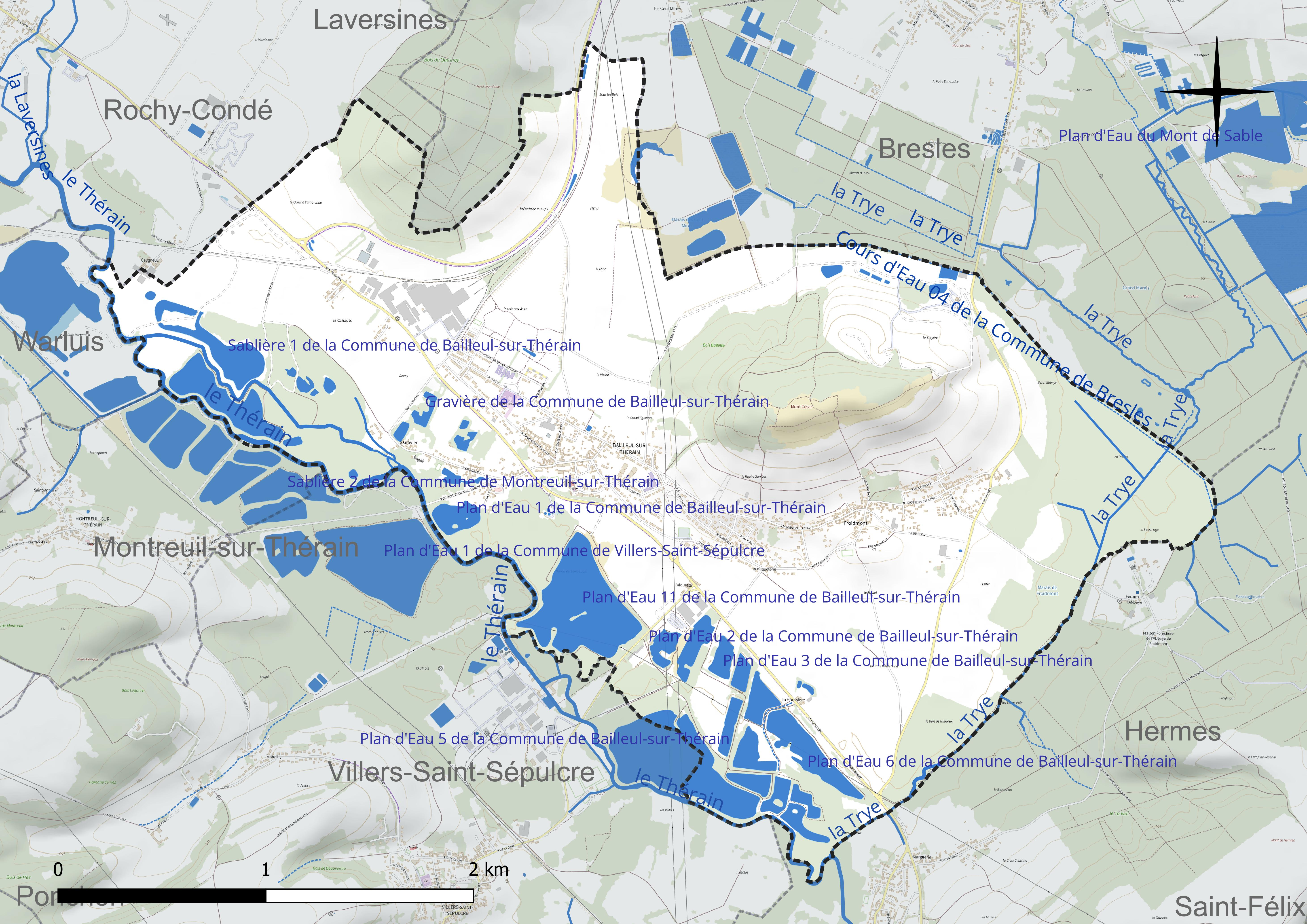
Réseau hydrographique de Bailleul-sur-Thérain.

Divers plans d'eau complètent le réseau hydrographique : la gravière de la commune de Bailleul-sur-Thérain (1,2 ha), la sablière 1 de la commune de Bailleul-sur-Thérain (5,1 ha), la sablière 2 de la commune de Bailleul-sur-Thérain (7,2 ha), le plan d'eau 1 de la commune de Bailleul-sur-Thérain (2,5 ha), le plan d'eau 10 de la commune de Bailleul-sur-Thérain (1,5 ha), le plan d'eau 11 de la commune de Bailleul-sur-Thérain, d'une superficie totale de 17,5 ha (17,5 ha sur la commune), le plan d'eau 12 de la commune de Bailleul-sur-Thérain (1,5 ha), le plan d'eau 2 de la commune de Bailleul-sur-Thérain (2,4 ha), le plan d'eau 2 de la commune de Villers-Saint-Sépulcre, d'une superficie totale de 18,3 ha (7,7 ha sur la commune), le plan d'eau 3 de la commune de Bailleul-sur-Thérain (1,5 ha), le plan d'eau 3 du le marais des Cent Mines, d'une superficie totale de 0,9 ha (0,4 ha sur la commune), le plan d'eau 4 de la commune de Bailleul-sur-Thérain (2,1 ha), le plan d'eau 5 de la commune de Bailleul-sur-Thérain (1,5 ha), le plan d'eau 6 de la commune de Bailleul-sur-Thérain (5,7 ha), le plan d'eau 7 de la commune de Bailleul-sur-Thérain (3,7 ha), le plan d'eau 8 de la commune de Bailleul-sur-Thérain (1,4 ha) et le plan d'eau 9 de la Commune de Bailleul-sur-Thérain (1 ha),.

#### Gestion et qualité des eaux
Le territoire communal est couvert par le schéma d'aménagement et de gestion des eaux (SAGE) « Sensée ». Ce document de planification concerne un territoire de 1 219 km2 de superficie, délimité par le bassin versant du Thérain. Le périmètre a été arrêté le 27 janvier 2023 et le SAGE proprement dit est, en 2024, en cours d'élaboration. La structure porteuse de l'élaboration et de la mise en œuvre est le syndicat intercommunal de la Vallée du Thérain (SIVT). 
La qualité des cours d'eau peut être consultée sur un site dédié géré par les agences de l'eau et l'Agence française pour la biodiversité. 

### Climat
Pour des articles plus généraux, voir Climat des Hauts-de-France et Climat de l'Oise.
En 2010, le climat de la commune est de type climat océanique dégradé des plaines du Centre et du Nord, selon une étude du CNRS s'appuyant sur une série de données couvrant la période 1971-2000. En 2020, Météo-France publie une typologie des climats de la France métropolitaine dans laquelle la commune est exposée à un climat océanique et est dans la région climatique  Nord-est du bassin Parisien, caractérisée par un ensoleillement médiocre, une pluviométrie moyenne régulièrement répartie au cours de l'année et un hiver froid (3 °C). 
Pour la période 1971-2000, la température annuelle moyenne est de 10,7 °C, avec une amplitude thermique annuelle de 14,6 °C. Le cumul annuel moyen de précipitations est de 661 mm, avec 11,1 jours de précipitations en janvier et 8 jours en juillet. Pour la période 1991-2020, la température moyenne annuelle observée sur la station météorologique la plus proche, située sur la commune de Tillé à 12 km à vol d'oiseau, est de 11,0 °C et le cumul annuel moyen de précipitations est de 655,5 mm,. Pour l'avenir, les paramètres climatiques de la commune estimés pour 2050 selon différents scénarios d'émission de gaz à effet de serre sont consultables sur un site dédié publié par Météo-France en novembre 2022.

## Urbanisme

### Typologie
Au 1er janvier 2024, Bailleul-sur-Thérain est catégorisée bourg rural, selon la nouvelle grille communale de densité à sept niveaux définie par l'Insee en 2022.
Elle appartient à l'unité urbaine de Bailleul-sur-Thérain, une unité urbaine monocommunale constituant une ville isolée,. Par ailleurs la commune fait partie de l'aire d'attraction de Beauvais, dont elle est une commune de la couronne,. Cette aire, qui regroupe 162 communes, est catégorisée dans les aires de 50 000 à moins de 200 000 habitants,.

### Occupation des sols
L'occupation des sols de la commune, telle qu'elle ressort de la base de données européenne d'occupation biophysique des sols Corine Land Cover (CLC), est marquée par l'importance des territoires agricoles (52,7 % en 2018), une proportion sensiblement équivalente à celle de 1990 (53,1 %). La répartition détaillée en 2018 est la suivante : 
terres arables (37,4 %), forêts (14 %), eaux continentales (11,2 %), zones agricoles hétérogènes (9,6 %), zones urbanisées (9,4 %), prairies (5,7 %), milieux à végétation arbustive et/ou herbacée (4,7 %), zones industrielles ou commerciales et réseaux de communication (4,4 %), mines, décharges et chantiers (3,7 %). L'évolution de l'occupation des sols de la commune et de ses infrastructures peut être observée sur les différentes représentations cartographiques du territoire : la carte de Cassini (XVIIIe siècle), la carte d'état-major (1820-1866) et les cartes ou photos aériennes de l'IGN pour la période actuelle (1950 à aujourd'hui).

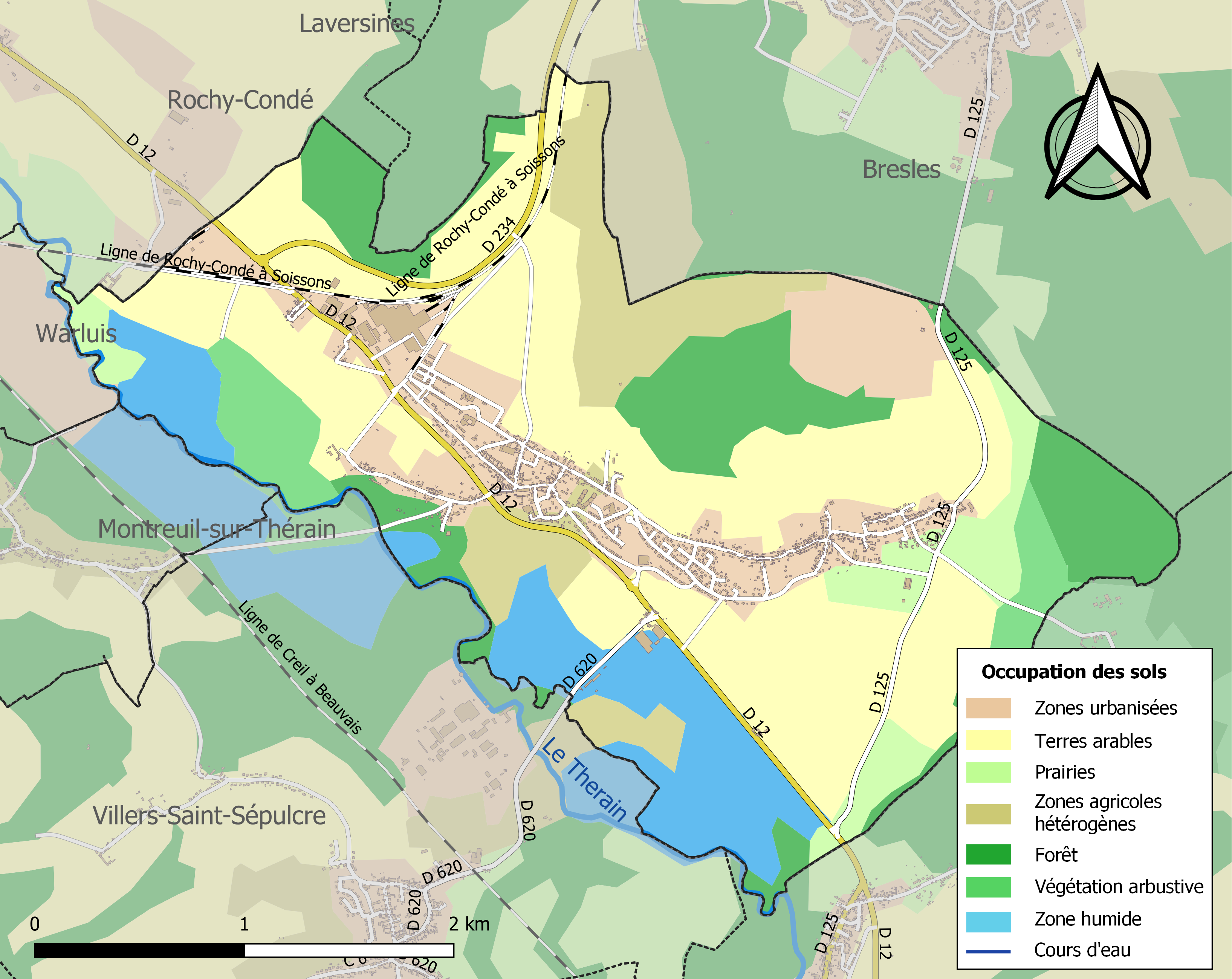
Carte des infrastructures et de l'occupation des sols de la commune en 2018 (CLC).

### Lieux-dits, hameaux et écarts
Froidmont, situé au pied du Mont César où fut érigée l'abbaye de Froidmont, est un hameau de Bailleul-sur-Thérain.

Le château de Froidmont
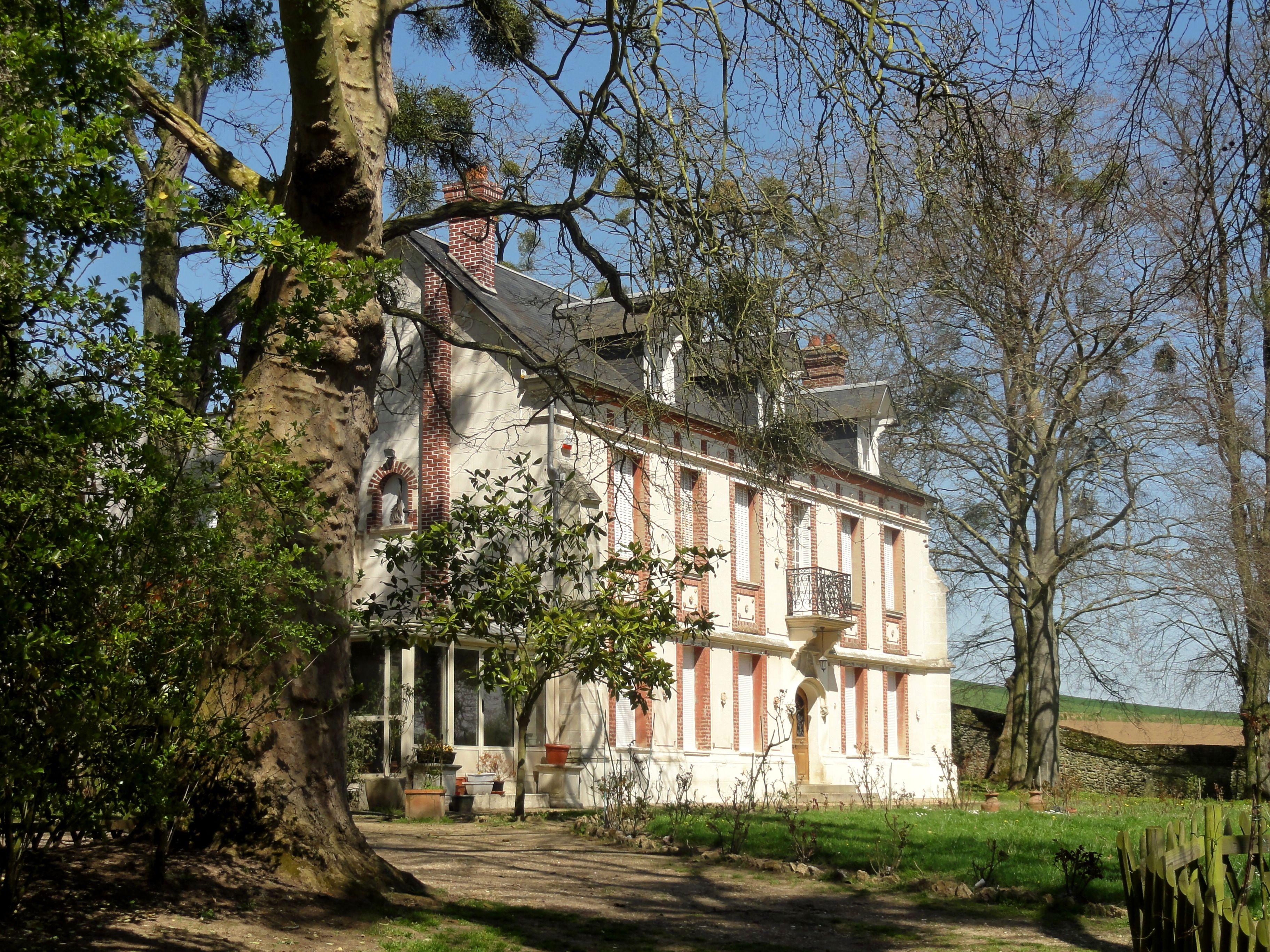
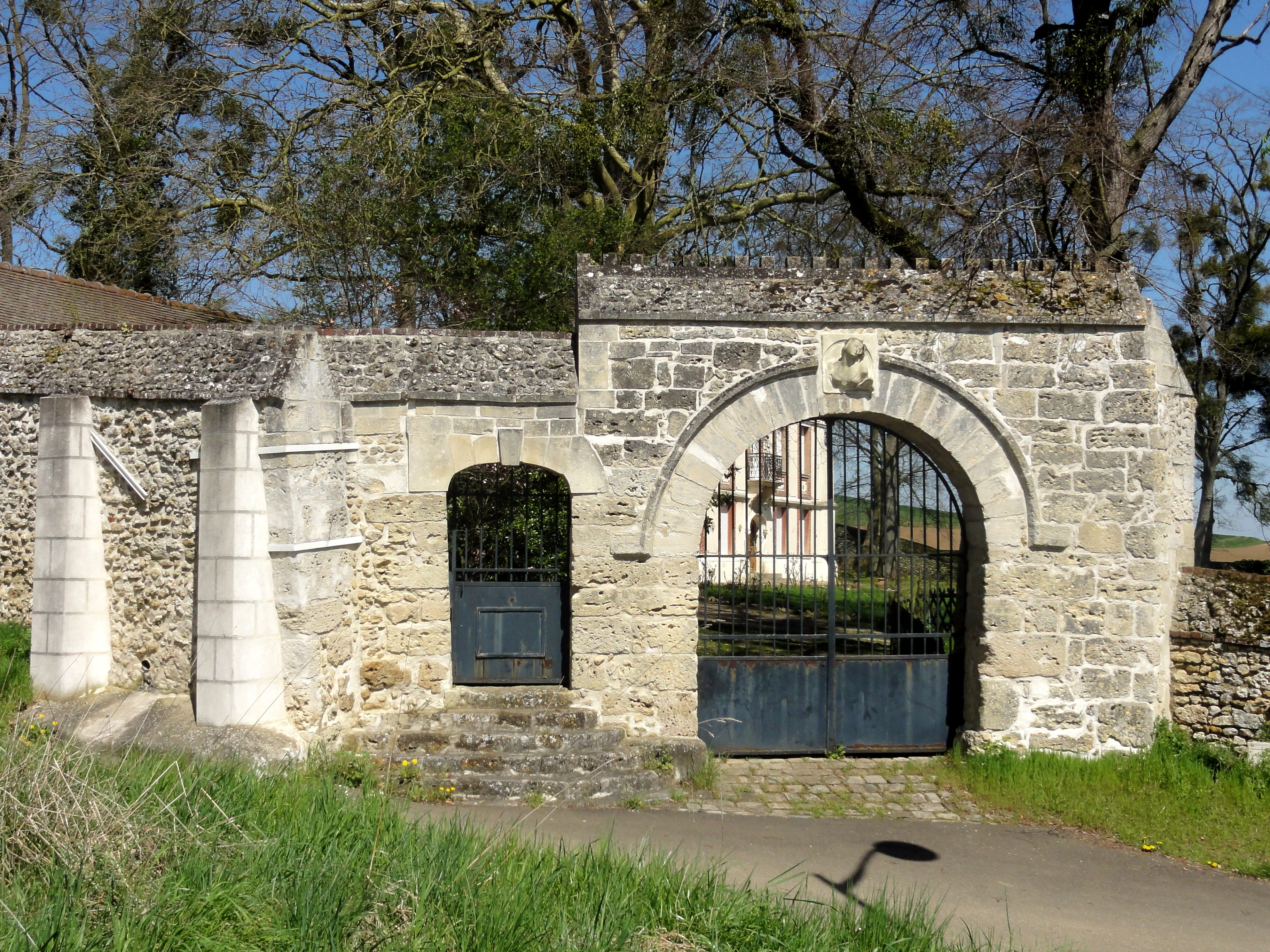
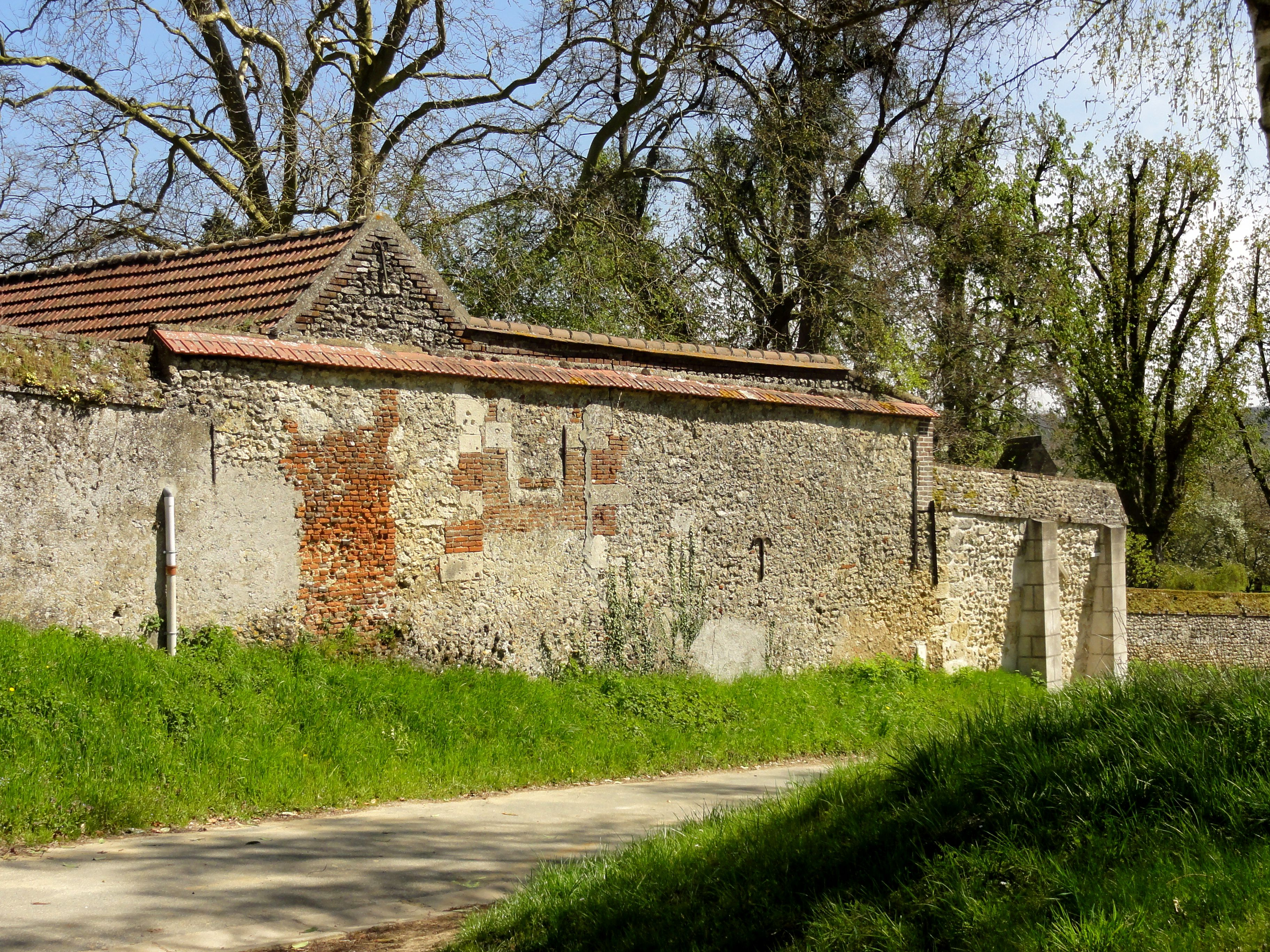

### Habitat et logement
En 2018, le nombre total de logements dans la commune était de 942, alors qu'il était de 861 en 2013 et de 844 en 2008.
Parmi ces logements, 92,8 % étaient des résidences principales, 1,5 % des résidences secondaires et 5,7 % des logements vacants. Ces logements étaient pour 75,1 % d'entre eux des maisons individuelles et pour 24,7 % des appartements.
Le tableau ci-dessous présente la typologie des logements à Bailleul-sur-Thérain en 2018 en comparaison avec celle de l'Oise et de la France entière. Une caractéristique marquante du parc de logements est ainsi une proportion de résidences secondaires et logements occasionnels (1,5 %) inférieure à celle du département (2,5 %) mais supérieure à celle de la France entière (9,7 %). Concernant le statut d'occupation de ces logements, 59,4 % des habitants de la commune sont propriétaires de leur logement (66,6 % en 2013), contre 61,4 % pour l'Oise et 57,5 pour la France entière.
| Typologie                                               | Bailleul-sur-Thérain | Oise | France entière |
| ------------------------------------------------------- | -------------------- | ---- | -------------- |
| Résidences principales (en %)                           | 92,8                 | 90,4 | 82,1           |
| Résidences secondaires et logements occasionnels (en %) | 1,5                  | 2,5  | 9,7            |
| Logements vacants (en %)                                | 5,7                  | 7,1  | 8,2            |

### Projets d'aménagement
La commune est à l'initiative de la création en 2016 d'un écoquartier, baptisé « l'Entre-deux-Monts » sur une ancienne friche industrielle de cinq hectares où était exploitée une carrière, et dont la première tranche est constituée de vingt-neuf maisons, sur un total programmé de 143 logements. Le quartier devrait ainsi atteindre 500 habitants vers 2030, disposer d'une opération d'habitat partagé  et être planté de 700 arbres et 52 000 arbustes, aiunsi qu'une gestion des eaux pluviales intelligente, avec un bassin de rétention et une pompe alimentée par  une éolienne et accueille depuis 2017 un foyer d'accueil spécialisé pour les autistes adultes.

### Voies de communication et transports
La commune est traversée par la ligne de Rochy-Condé à Soissons où se trouvait autrefois la gare de Bailleul-sur-Thérain. La  station la plus proche est la gare de Montreuil-sur-Thérain, desservie par des trains TER Hauts-de-France qui effectuent des missions entre les gares de Creil, et de Beauvais.
La commune est desservie, en 2023, par la ligne 521, des lignes scolaires et le service de transport à la demande Corolis à la demande - Zone Est du réseau Corolis. Elle est également desservie par les lignes 6138 et 6143 du réseau interurbain de l'Oise.

## Toponymie
Le nom de la localité est attesté sous les formes Baillolum (1060) ; aquam de Bailloto (vers 1060) ; Baillol (1086) ; Ballolium (1136) ; de Bailloco (1170) ; Bailolus (1175) ; Balliolum (1190) ; de Baillolio (1207) ; de Baillol (1232) ; de Baillolio super Tharam (1242) ; Bailluel (1247) ; de Baillexs (1261) ; Baillocum (1280) ; Balleolum (vers 1280) ; Ballol (XIIIe) ; Bailleulg sur Terain (vers 1285) ; Bailleulg sur Thérin (1303) ; Balleul (1311) ; baulluel sur terain (1373) ; Bailleu (1441) ; Bailleul (vers 1540) ; Bailleux (vers 1540) ; Baillieux (vers 1540) ; Ballolium supra Tharam (1707) ; Bailleu-sur-Thérain (XIXe) ; Bailleul-sur-Thérain (XIXe).

Ce toponyme est issu d'un dérivé du picard et de l'ancien français baille, du latin balliculum (palissade), ou d'un mot de base baculum (bâton) et le suffixe diminutif -eolum de présence. Le toponyme peut être issu du bas latin balliolum, « enclos, enceinte ». 
Le bourg du village se trouve entre les deux bras du Thérain, une rivière française du bassin de la Seine. Il s'agit d'un affluent de rive droite de l'Oise qui coule dans les départements de Seine-Maritime et de l'Oise (régions Normandie et Hauts-de-France).

## Histoire

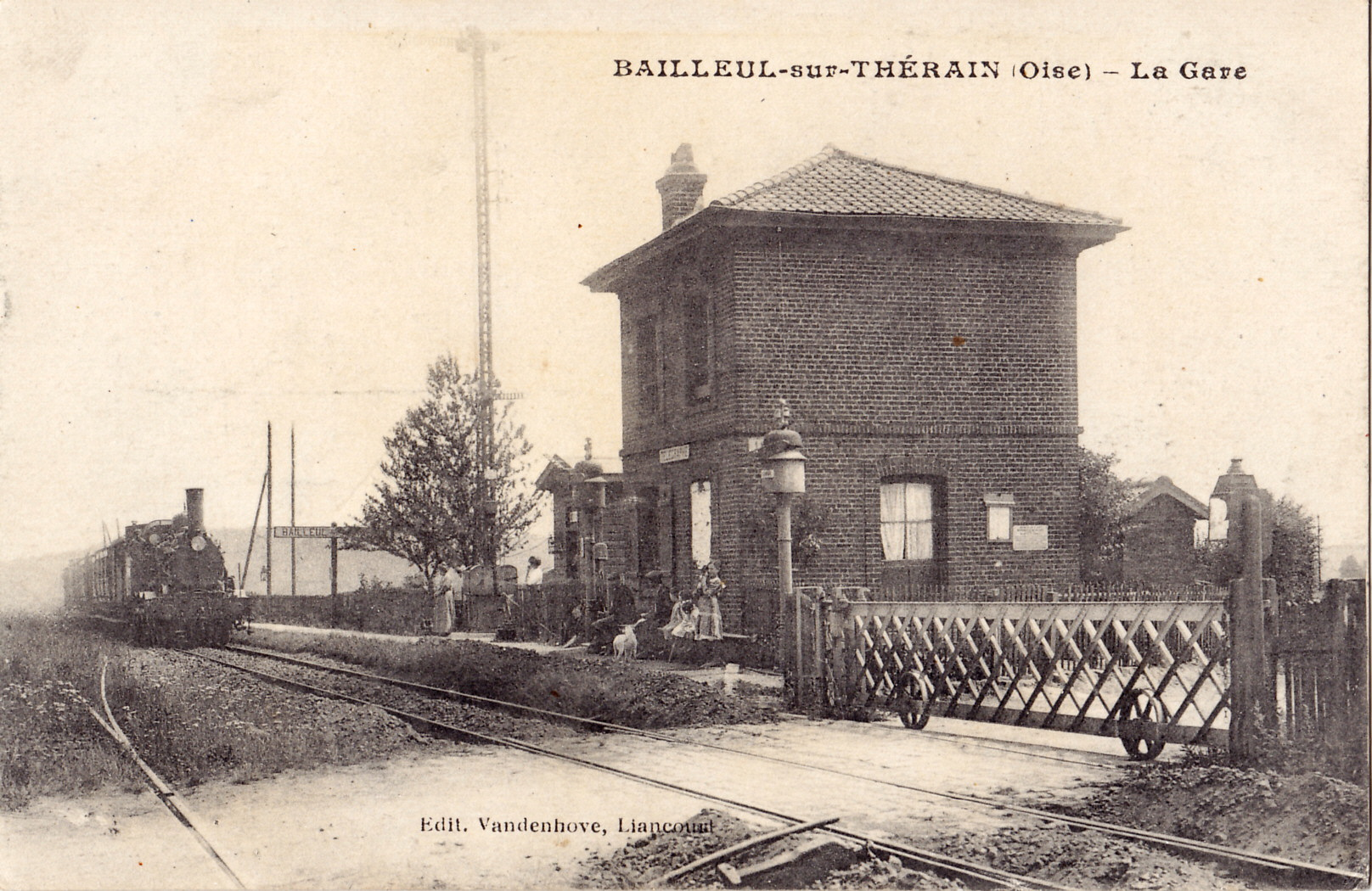
La commune disposait, de 1886 à 1939, d'une halte sur la ligne de Rochy-Condé à Soissons.

Selon Louis Graves, « En 1202 , il y avait à Bailleu' même un fort considérable qui relevait de l'évéque de Beauvais, et qui était possédé par Renaud de Mello, seigneur de Bulles. Comme les vassaux ne pouvaient alors construire des châteaux, ni les retenir sans l'agrément de leur seigneur, Philippe de Dreux, évêque de Beauvais, qui ne voulait point de forteresse incommode dans son voisinage , obtint de Philippe-Auguste des lettres qui le rendirent maître de celle-ci. Dix ans après, à l'occasion de la dispute que lui suscita la construction du château de Bresles avec la comtesse de Clermont, le même évêque conduisit les communes de Beauvais au fort de Bailleu, et les y retint durant treize jours. Il ne reste plus aucun vestige de cette forteresse ».
En 1830, la commune était propriétaire d'un presbytère, d'une école, une partie du Mont-César à l'état de friche et de carrière, et environ vingt-huit hectares de pâtures marécageuses. On comptait également  une tuilerie et deux moulins à eau.
Les transports des habitants et des marchandises sont facilitées à partir de 1857, avec la création de la gare de Montreuil-sur-Thérain, proche du village, puis, en 1886, de la gare de Bailleul-sur-Thérain sur la ligne de Rochy-Condé à Soissons  qui a fermé au service voyageurs en 1939.
Une voie de chemin de fer militaire semble avoir été aménagée à Bailleul en décembre 1916.

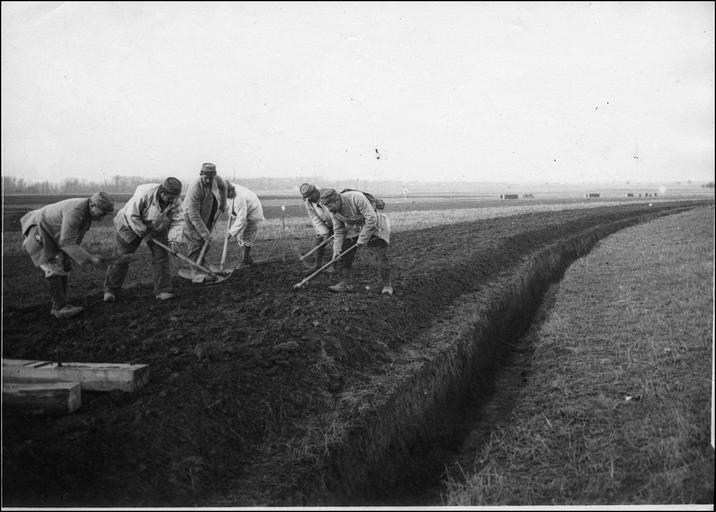
Installation d'une voie ferrée : préparation de la voie et pose des traverses par des soldats, en décembre 1916.

## Politique et administration

### Rattachements administratifs et électoraux
La commune se trouve dans l'arrondissement de Beauvais du département de l'Oise. Pour l'élection des députés, elle fait partie de la première circonscription de l'Oise.
Elle faisait partie depuis 1801 du canton de Nivillers . Dans le cadre du redécoupage cantonal de 2014 en France, la commune est intégrée au canton de Mouy

### Intercommunalité
La commune faisait partie de la communauté de communes Rurales du Beauvaisis (CCRB), créée le 31 décembre 1997.
La loi portant nouvelle organisation territoriale de la République (Loi NOTRe) du 7 août 2015, prévoyant que les établissements publics de coopération intercommunale (EPCI) à fiscalité propre doivent avoir un minimum de 15 000 habitants, le préfet de l'Oise a publié en octobre 2015 un projet de nouveau schéma départemental de coopération intercommunale, qui prévoit la fusion de plusieurs intercommunalités, et en particulier de la communauté d'agglomération du Beauvaisis et de la communauté de communes rurales du Beauvaisis, de manière à créer un  nouvel EPCI rassemblant quarante-quatre communes pour 93 341 habitants. Malgré les réticences du président de la CCRB, le schéma est entériné,.
La fusion prend effet le 1er janvier 2017, et la commune est désormais membre de la communauté d'agglomération du Beauvaisis (CAB).

### Liste des maires
| Période                                  | Période                       | Identité          | Étiquette | Qualité |
| ---------------------------------------- | ----------------------------- | ----------------- | --------- | --- |
| Les données manquantes sont à compléter. |                               |                   |           | |
| vers 1962                                |                               | Eugène Fournier   |           | |
| mars 1989                                | avril 2004                    | Yves Rome         | PS        | Professeur de collège Député de l'Oise (1re circ.) (1997 → 2002) Conseiller général du canton de Nivillers (1988 → 2015) Président du conseil général de l'Oise (2004 → 2015) Président de la CC rurales du Beauvaisis (2001 → 2014) Démissionnaire à la suite de son élection de président du Conseil général |
| mars 2004                                | mars 2014                     | Gratien Carrère   | PS        | Retraité de l'enseignement |
| mars 2014                                | En cours (au 10 juillet 2020) | Béatrice Lejeune, | PS        | Enseignante, cadre territoriale Conseillère régionale de Picardie (2004 → 2015) Vice-présidente du conseil régional de Picardie (2004 → 2015) Vice-présidente de la CA du Beauvaisis (2017 → ) Réélue pour le mandat 2020-2026                                                                                 |

### Politique de développement durable
La commune compte de nombreux aménagements paysagers, dont 150 tilleuls, arbres typiques des villages de Picardie, et a adopté dès 2005 une charte « Zéro phyto ».
Les enfants des écoles  bénéficient depuis la fin des années 2000 d'une alimentation bio à la cantine et de produits de saison, issus de circuits courts,.
Dans l'objectif d'atteindre le « zéro déchet », la municipalité a engagé en 2020 l'opération « déclic bailleulois » où une vingtaine de familles  volontaires sont invitées « à réduire leurs déchets pendant six mois ».
Grâce à un partenariat avec la communauté d'agglomération du Beauvaisis, la commune est acteur du projet Moby organisé par le ministère de la Transition écologique et solidaire, l'Agence de l'environnement et de maîtrise de l'énergie (ADEME), et Eco CO2  qui tend à réduire les émissions de gaz à effet de serre, en mettant en place un plan de déplacement établissement scolaire (PDES) qui ambitionne de toucher 900 écoles pour la période 2020-2021.

### Distinctions et labels
Trois fleurs attribuée en 2007  par le Conseil des Villes et Villages Fleuris de France au Concours des villes et villages fleuris, puis quatre fleurs en 2012,.
En 2019, la commune est labellisée deux abeilles  API cité, qui récompense les collectivités pour leur implication dans la préservation des pollinisateurs, grâce à ses actions en matière d'agriculture, de plantations, d'actions locales en matière de développement durable, comme la favorisation des circuits courts,.

## Équipements et services publics

### Petite enfance
La commune s'est dotée en 2016 d'une double structure d'accueil des petits enfants : 
- les nourrissons dans une crèche de vingt berceaux ;
- les enfants de dix-huit mois à trois ans dans un « jardin passerelle », ayant une capacité de dix places et organisé en lien avec l'école maternelle ;

Ces deux structures sont aménagées à côté de la bibliothèque et de l'école.

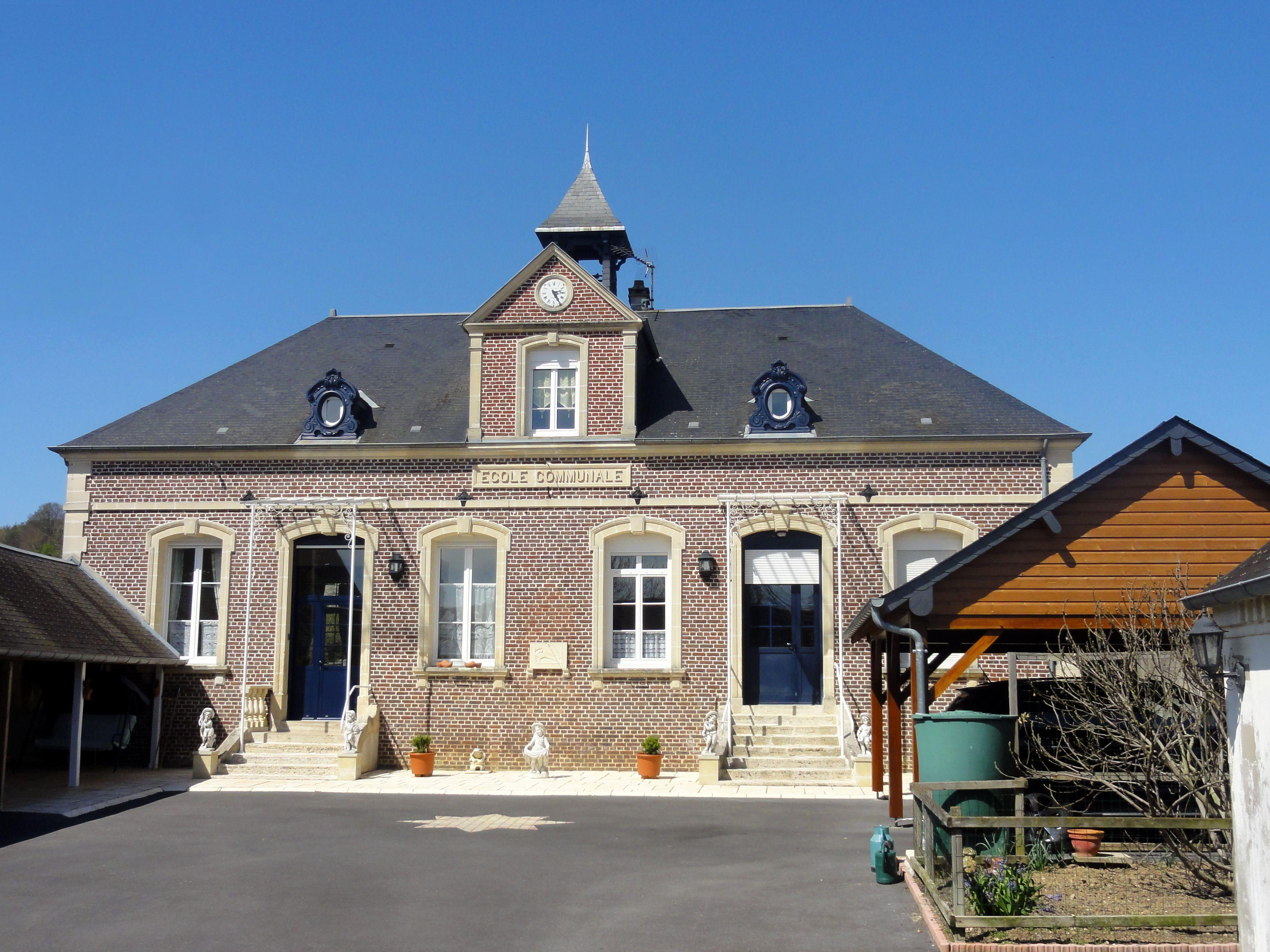
L'école de Froidmont
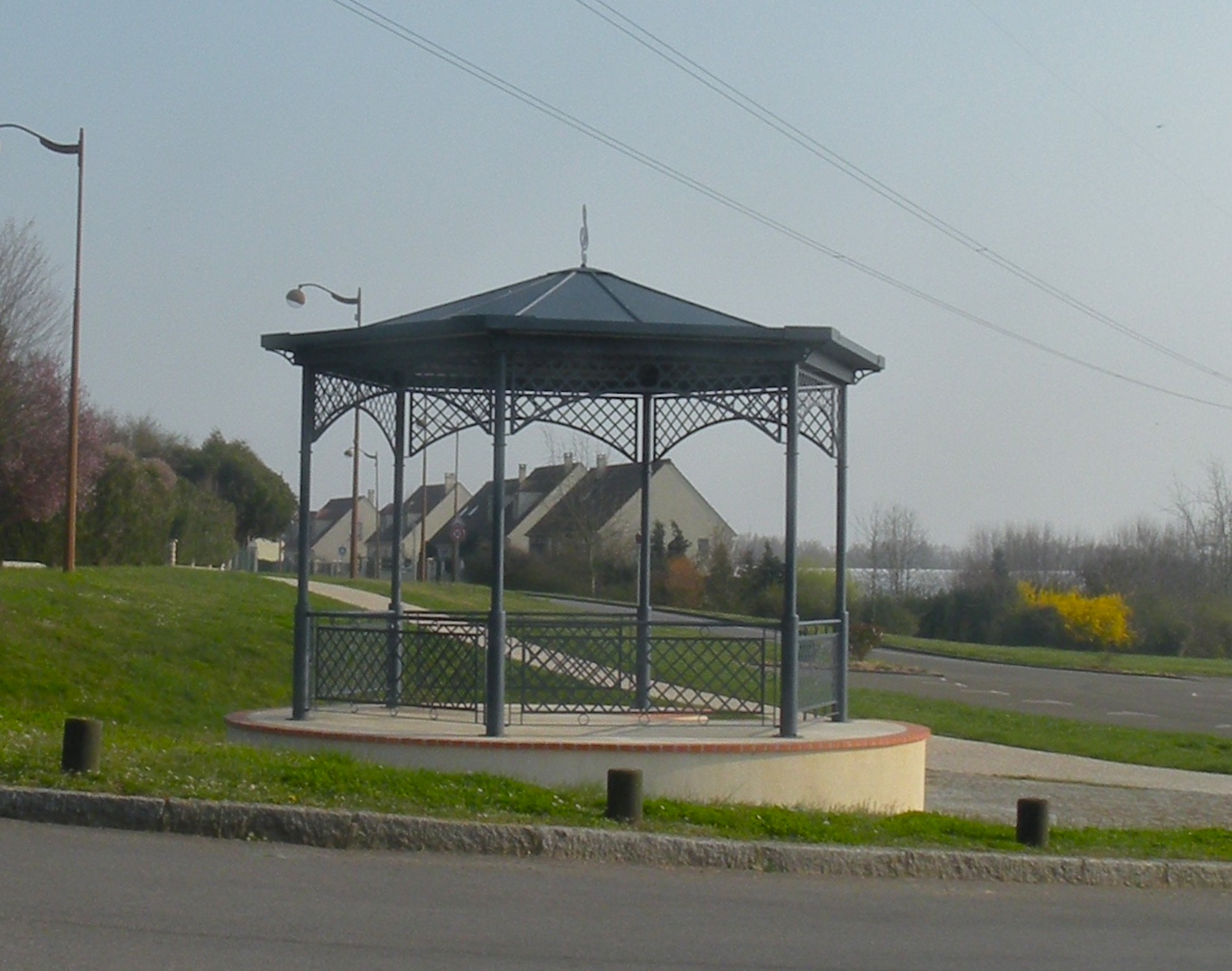
Kiosque

## Population et société

### Démographie

#### Évolution démographique
L'évolution du nombre d'habitants est connue à travers les recensements de la population effectués dans la commune depuis 1793. Pour les communes de moins de 10 000 habitants, une enquête de recensement portant sur toute la population est réalisée tous les cinq ans, les populations de référence des années intermédiaires étant quant à elles estimées par interpolation ou extrapolation. Pour la commune, le premier recensement exhaustif entrant dans le cadre du nouveau dispositif a été réalisé en 2004.

En 2022, la commune comptait 2 328 habitants, en évolution de +10,75 % par rapport à 2016 (Oise : +0,87 %, France hors Mayotte : +2,11 %).
| 1793 | 1800 | 1806 | 1821 | 1831 | 1836 | 1841 | 1846 | 1851 |
| ---- | ---- | ---- | ---- | ---- | ---- | ---- | ---- | ---- |
| 737  | 730  | 791  | 707  | 721  | 710  | 687  | 665  | 668  |

| 1856 | 1861 | 1866 | 1872 | 1876 | 1881 | 1886 | 1891 | 1896 |
| ---- | ---- | ---- | ---- | ---- | ---- | ---- | ---- | ---- |
| 659  | 680  | 694  | 709  | 713  | 695  | 641  | 732  | 663  |

| 1901 | 1906 | 1911 | 1921 | 1926 | 1931 | 1936 | 1946 | 1954 |
| ---- | ---- | ---- | ---- | ---- | ---- | ---- | ---- | ---- |
| 717  | 670  | 725  | 654  | 680  | 688  | 642  | 676  | 745  |

| 1962 | 1968  | 1975  | 1982  | 1990  | 1999  | 2004  | 2006  | 2009  |
| ---- | ----- | ----- | ----- | ----- | ----- | ----- | ----- | ----- |
| 927  | 1 150 | 1 212 | 1 523 | 1 567 | 1 753 | 1 991 | 2 186 | 2 078 |

| 2014  | 2019  | 2022  | - | - | - | - | - | - |
| ----- | ----- | ----- | - | - | - | - | - | - |
| 2 055 | 2 318 | 2 328 | - | - | - | - | - | - |

#### Pyramide des âges
La population de la commune est relativement jeune.
En 2018, le taux de personnes d'un âge inférieur à 30 ans s'élève à 39,1 %, soit au-dessus de la moyenne départementale (37,3 %). À l'inverse, le taux de personnes d'âge supérieur à 60 ans est de 18,6 % la même année, alors qu'il est de 22,8 % au niveau départemental.
En 2018, la commune comptait 1 109 hommes pour 1 138 femmes, soit un taux de 50,65 % de femmes, légèrement inférieur au taux départemental (51,11 %).
Les pyramides des âges de la commune et du département s'établissent comme suit.
| Hommes | Classe d’âge | Femmes |
| ------ | ------------ | ------ |
| 0,3    | 90 ou +      | 0,6    |
| 4,2    | 75-89 ans    | 5,1    |
| 13,6   | 60-74 ans    | 13,3   |
| 21,9   | 45-59 ans    | 21,5   |
| 20,2   | 30-44 ans    | 20,9   |
| 19,4   | 15-29 ans    | 17,9   |
| 20,4   | 0-14 ans     | 20,6   |

| Hommes | Classe d’âge | Femmes |
| ------ | ------------ | ------ |
| 0,5    | 90 ou +      | 1,4    |
| 5,5    | 75-89 ans    | 7,6    |
| 15,6   | 60-74 ans    | 16,3   |
| 20,8   | 45-59 ans    | 20     |
| 19,4   | 30-44 ans    | 19,4   |
| 17,6   | 15-29 ans    | 16,2   |
| 20,6   | 0-14 ans     | 19,1   |

### Manifestations culturelles et festivités
- Le Festi'BD est un festival de bandes dessinées, dont la septième édition a eu lieu en octobre 2019[54],[55].

## Économie
Profilafroid est une entreprise créée en 1946 à Bailleul-sur-Thérain, rattachée au groupe autrichien Voestalpine et spécialisée dans le profilage d'acier à froid. Elle emploie en 2017 cent-cinquante salariés et façonne chaque année {{unité[45000|tonnes}} d'acier, après avoir eu 800 salariés dans les années 1980.

## Culture locale et patrimoine

### Lieux et monuments

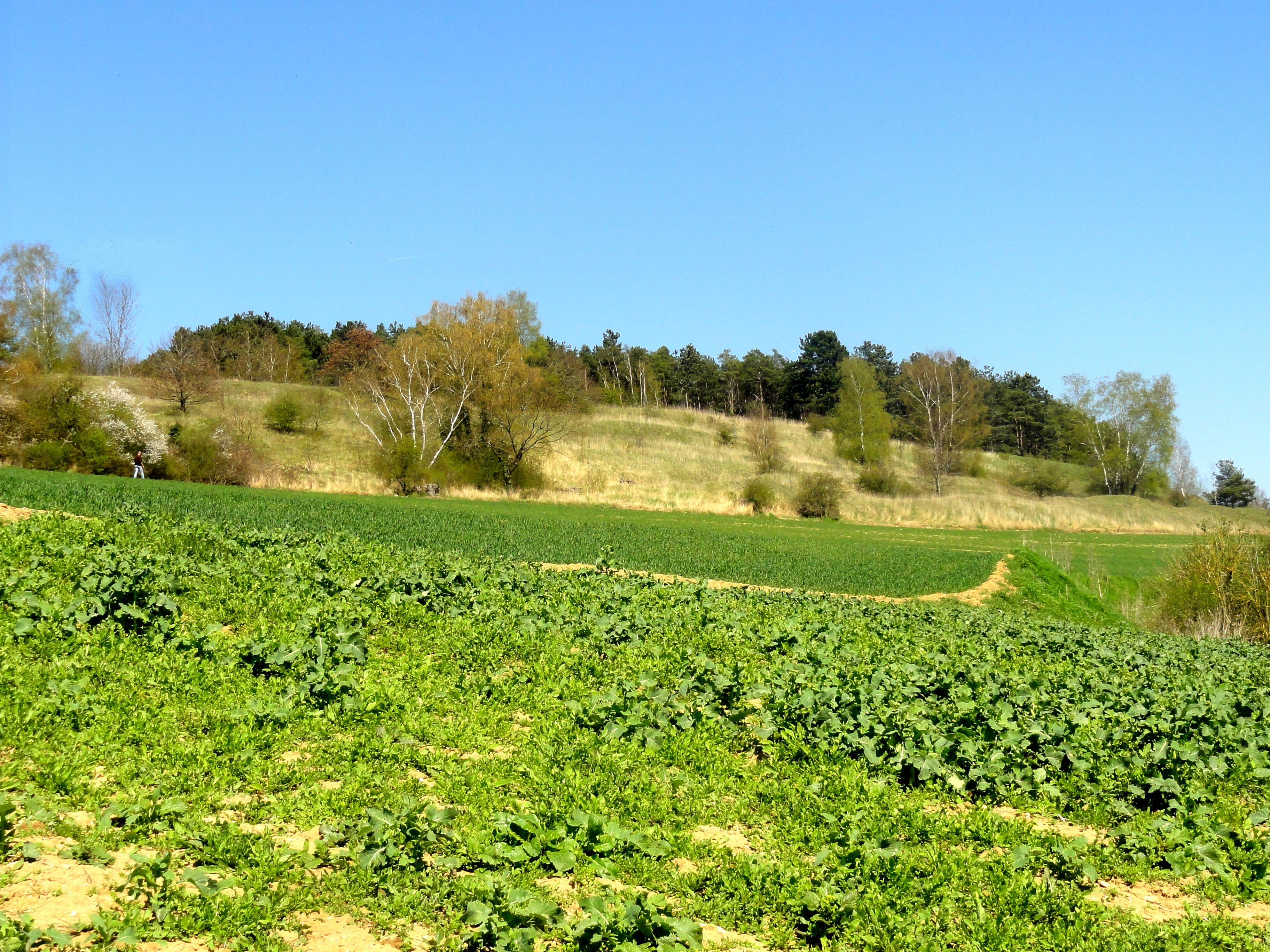
L'oppidum du Mont César.

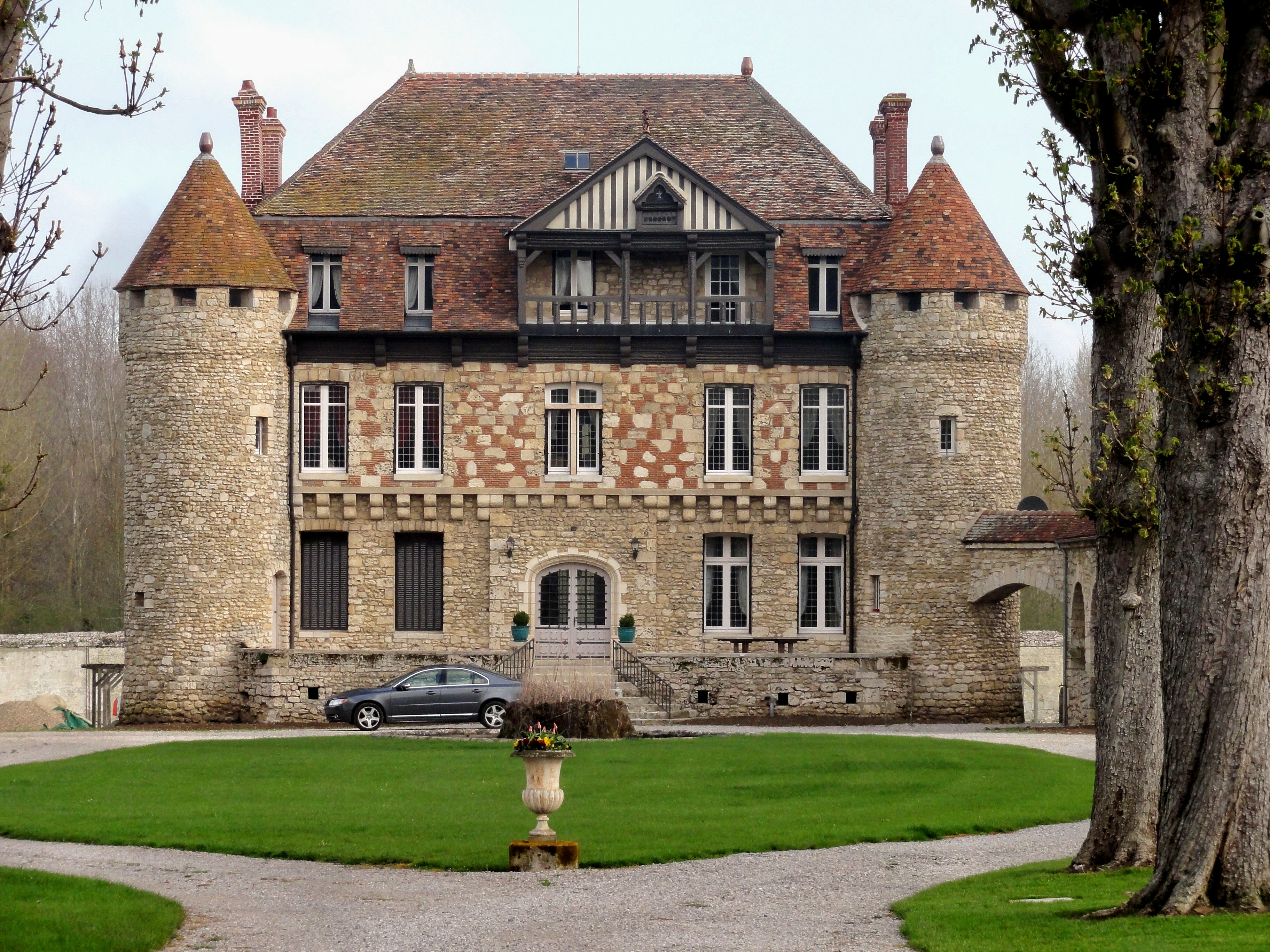
Le logis de l'abbaye de Froidmont.

Bailleul-sur-Thérain compte deux monuments historiques sur son territoire :
- Oppidum : 
L'oppidum de Bailleul-sur-Thérain est un site gaulois puis gallo-romain, oppidum gaulois et camp de César (inscrit monument historique par arrêté du 22 octobre 1979[57]) : Le camp de César[58] a peut-être été le chef-lieu des Bellovaques, avant son transfert à Caesaromagus (Beauvais).
Le site est étudié au XVIIIe siècle et fouillé au XIXe siècle. Il connut une période d'occupation très longue, de l'âge du bronze final jusqu'à la période mérovingienne. sa superficie est de 35 ha. Un seul sondage a été effectué en 1974[59].
- Château : 
château de Bailleul-sur-Thérain (façades et toitures du bâtiment principal à l'exclusion de la poterne d'entrée avec ses deux tours, façades et toitures des communs, grille d'entrée inscrites monument historique par arrêté du 19 avril 1961[60]) : Le château est cité dès le XIIIe siècle. Remanié aux siècles suivants, il abrite pendant un temps le petit séminaire africain de la mère Anne-Marie Javouhey.

Le château de Bailleuil
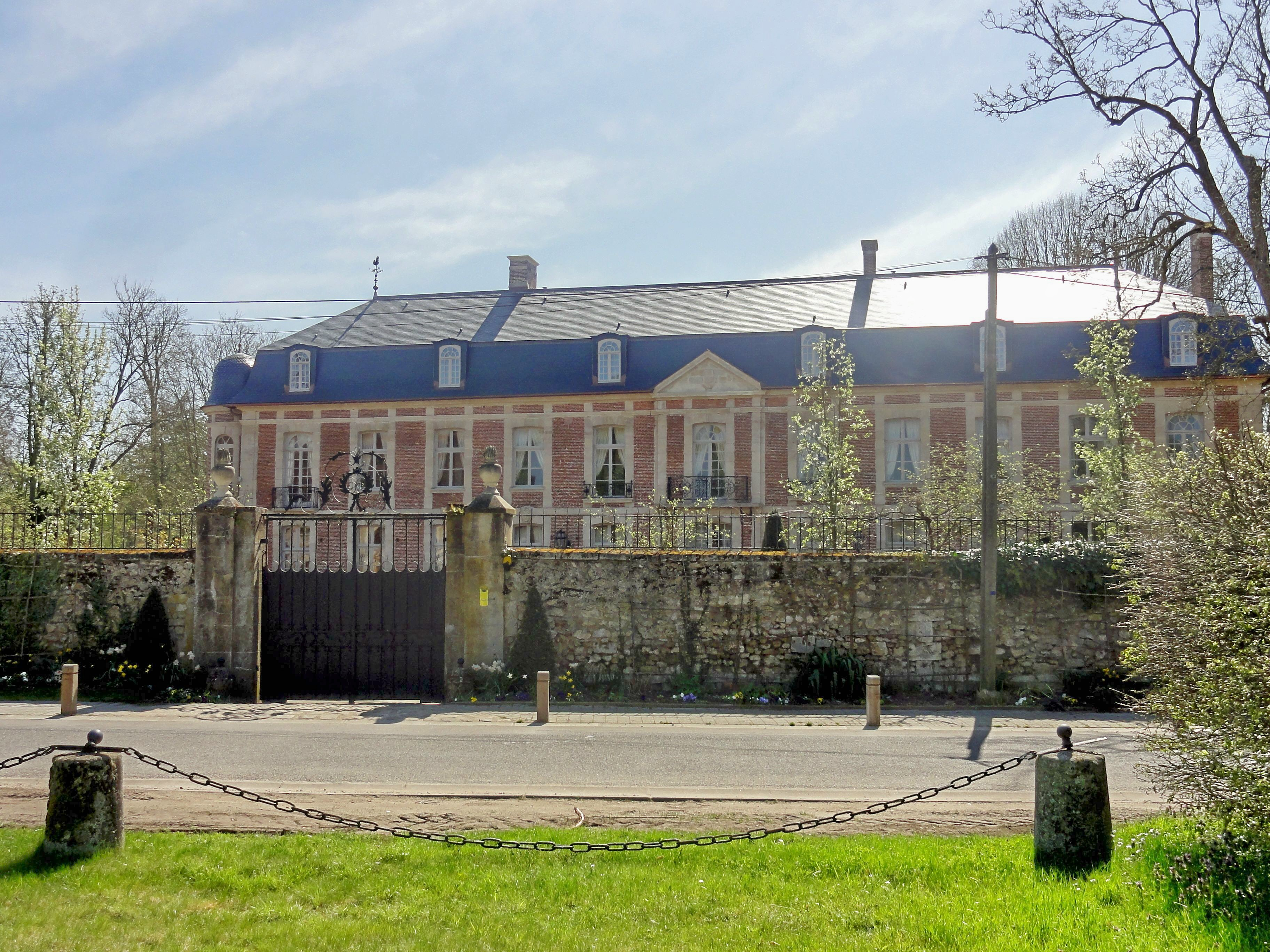
Façade nord
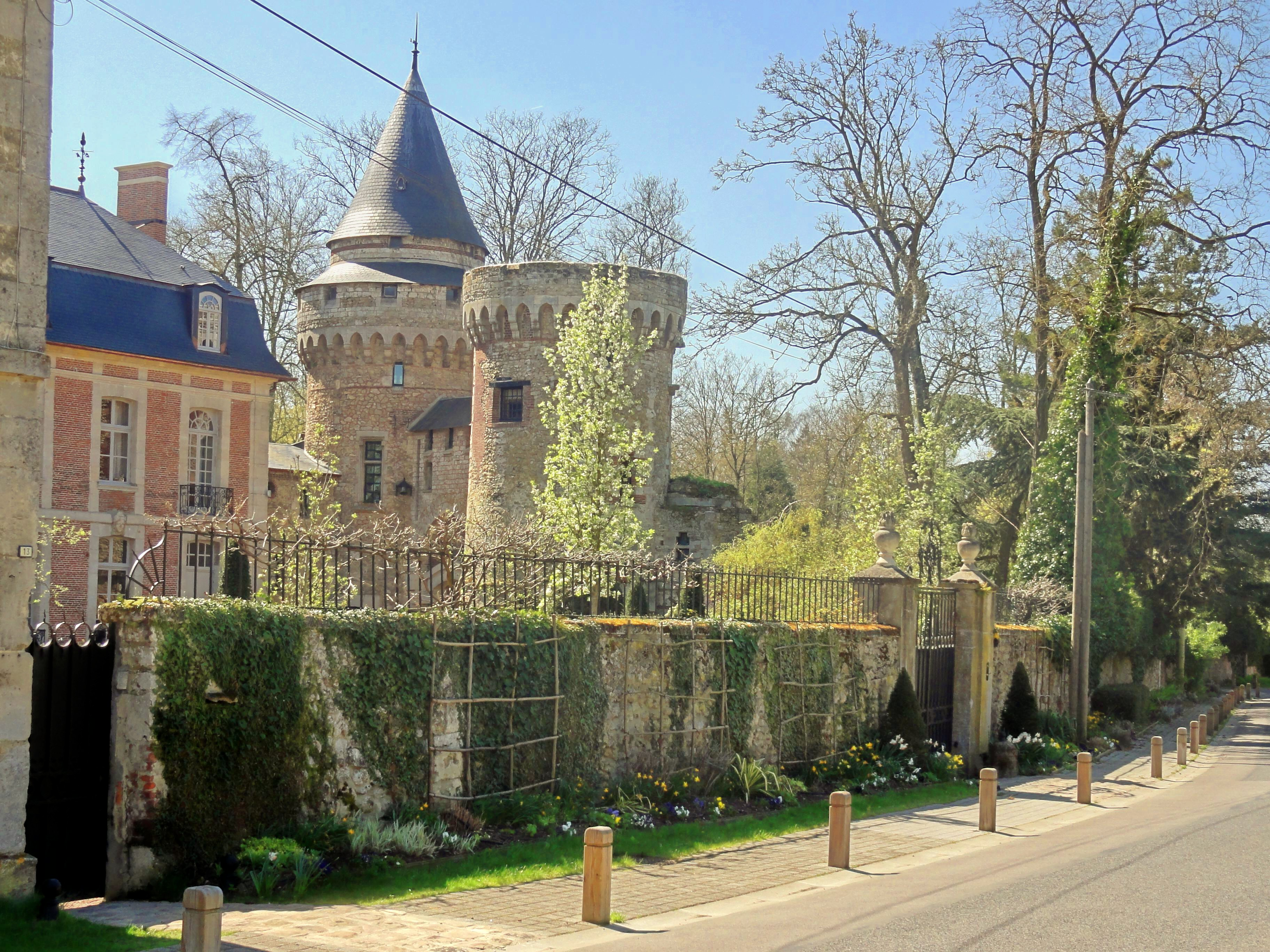
Mur du château, rue du Gravier

On peut également aussi noter :
- église Saint-Lude[61] ;

L'église Saint-Lude
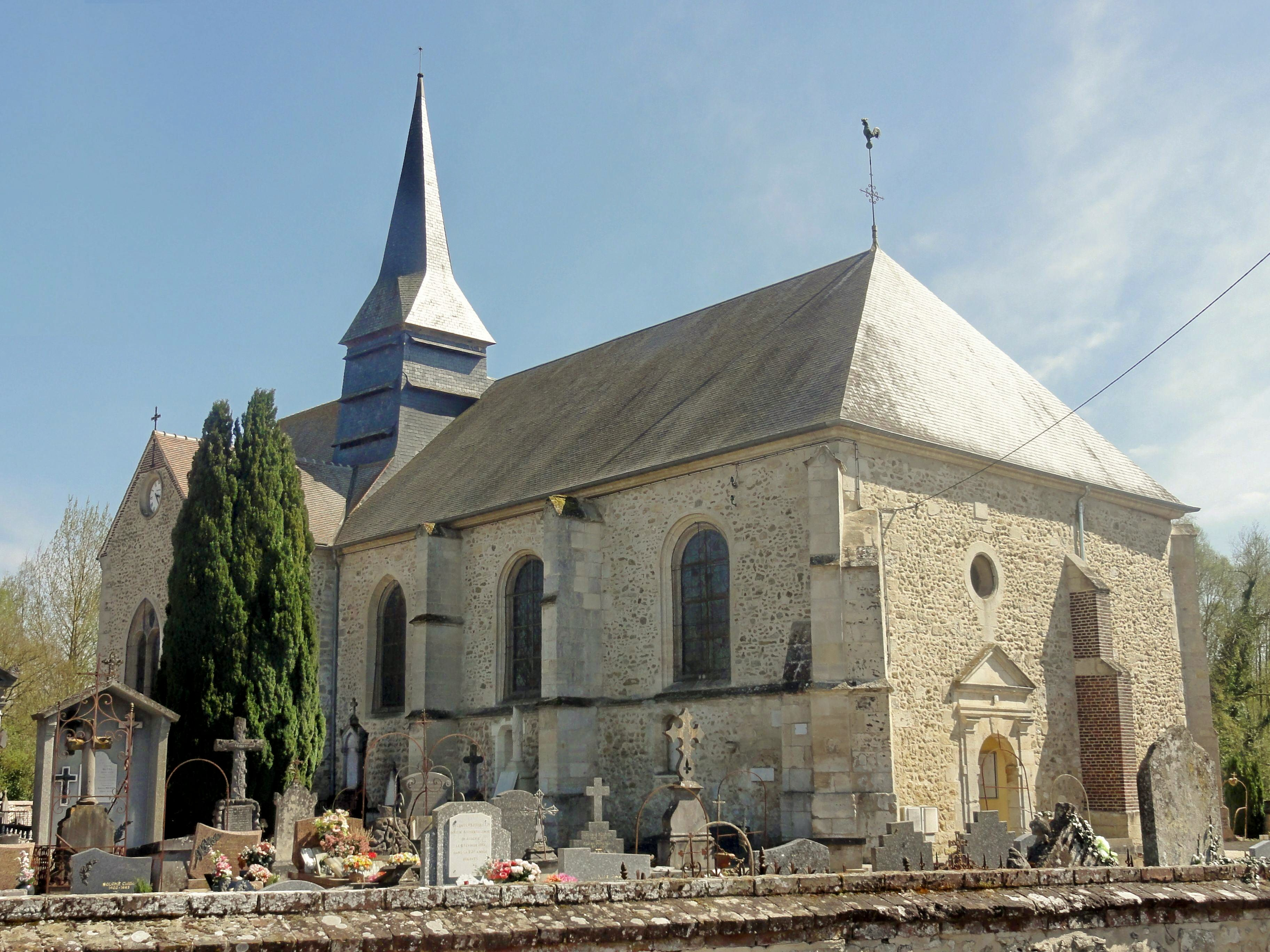
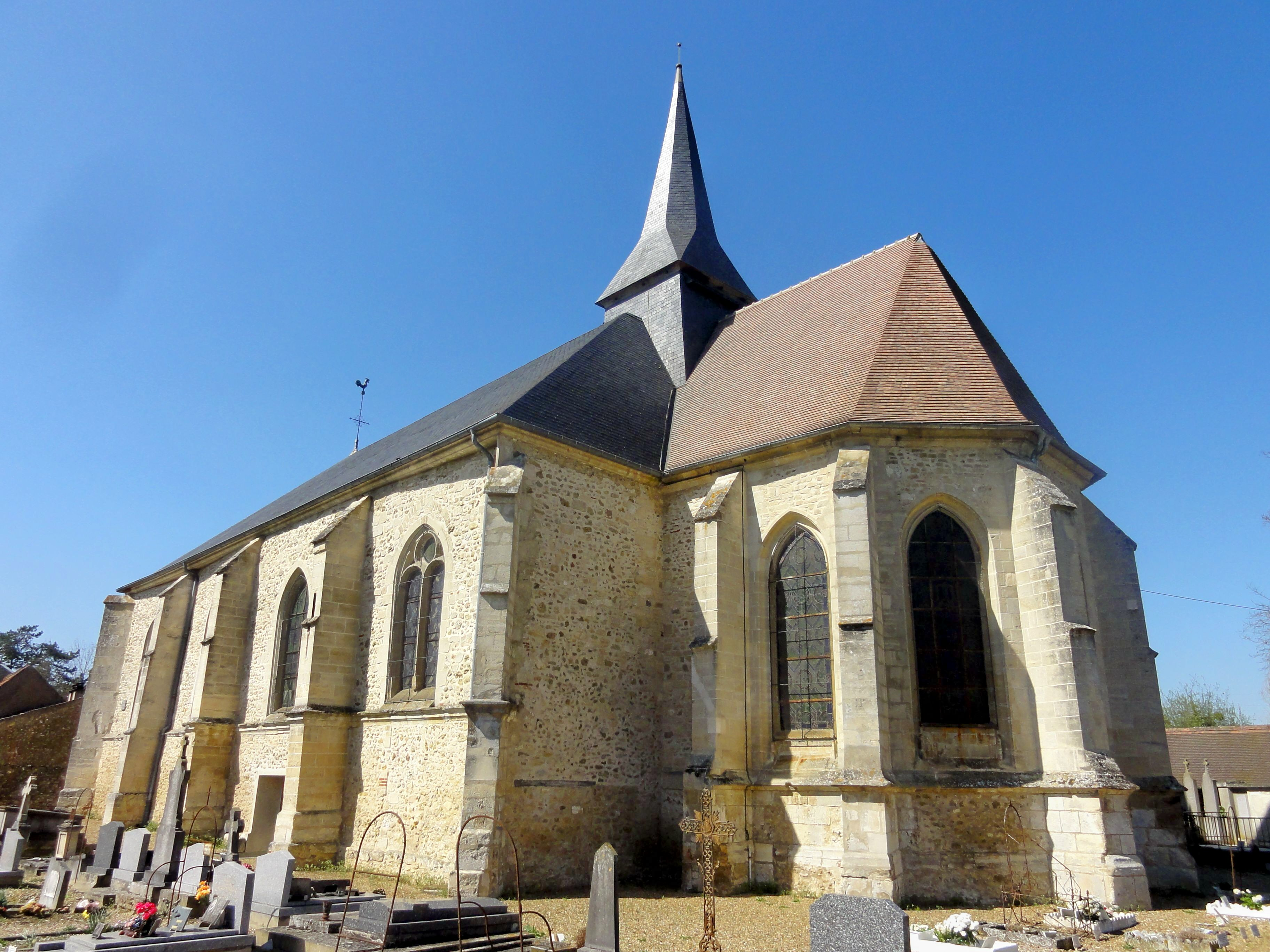
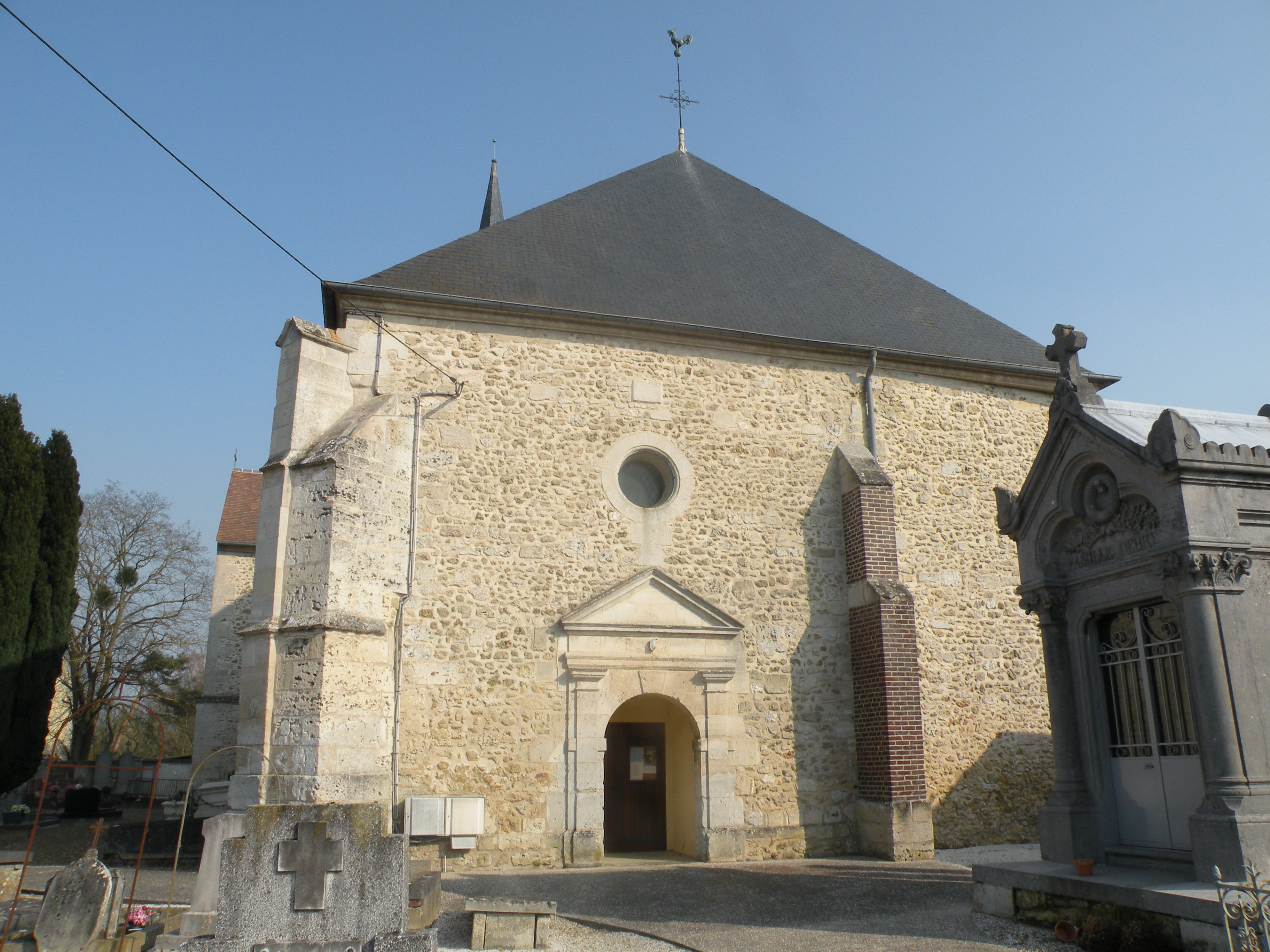
Façade
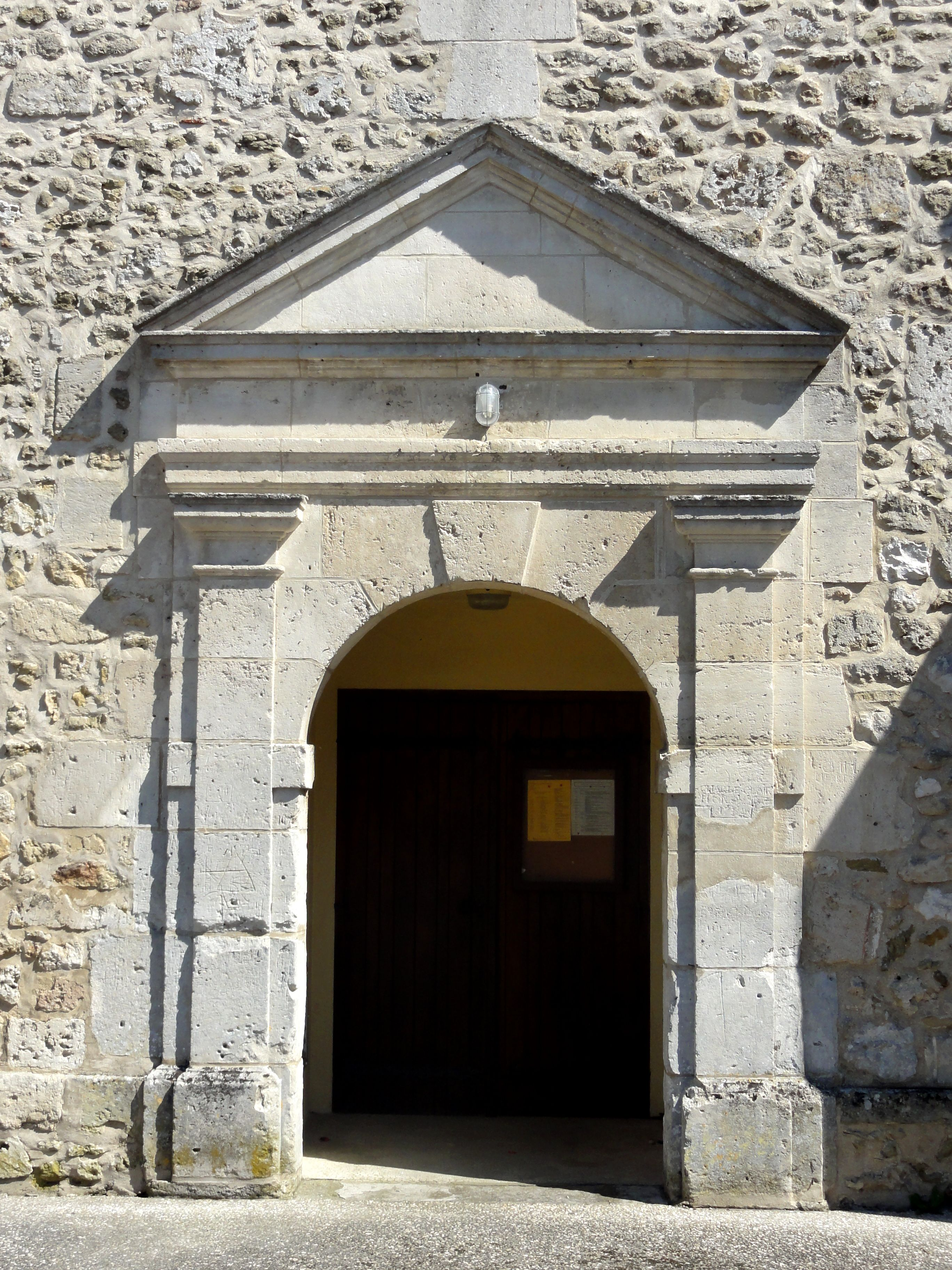
Portail

- caves voûtées à Froidmont, restes probables d'un ancien château de l'évêque de Beauvais, Philippe de Dreux[réf. nécessaire] ;
- l'abbaye de Froidmont, abbaye cistercienne, fermée puis mise en vente à la Révolution[62] ;
- la forêt de Hez-Froidmont ;
- le mont César, un site naturel géré par le Conservatoire des sites naturels de Picardie.

### Personnalités liées à la commune
- Hélinand de Froidmont, poète médiéval (auteur des Vers de la Mort).
- Pierre Bourgeade[réf. nécessaire].